# Records du Botswana d'athlétisme

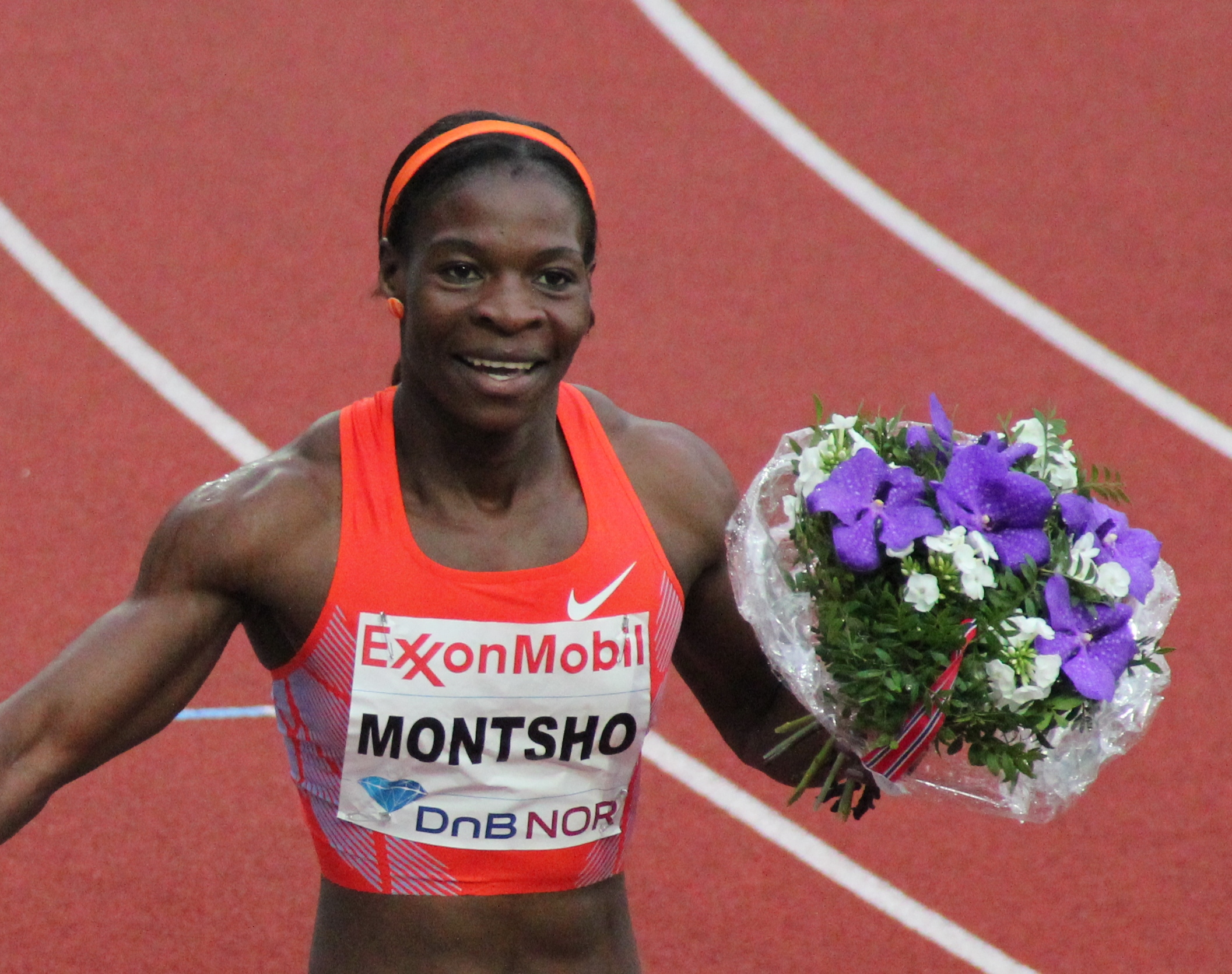
Amantle Montsho détient les records du Botswana du 100 m, du 200 m, du 400 m et du relais.

Les records du Botswana d'athlétisme sont les meilleures performances réalisées par des athlètes botswanais et homologuées par la Botswana Athletics Association (BAA).

## Plein air

### Hommes
| Épreuve              | Record | Athlète                                                                      | Date            | Compétition                      | Lieu              | Réf.   |
| -------------------- | --- | ---------------------------------------------------------------------------- | --------------- | -------------------------------- | ----------------- | ------ |
| 100 m                | 9 s 88 (0,0 m/s)                                                                                          | Letsile Tebogo                                                               | 20 août 2023    | Championnats du monde            | Budapest          | [ 1 ]  |
| 200 m                | 19 s 50 (+1,6 m/s) (AR)                                                                                   | Letsile Tebogo                                                               | 23 juillet 2023 | London Grand Prix                | Londres           | [ 2 ]  |
| 400 m                | 43 s 72                                                                                                   | Isaac Makwala                                                                | 5 juillet 2015  | Résisprint                       | La Chaux-de-Fonds | [ 3 ]  |
| 800 m                | 1 min 41 s 73                                                                                             | Nijel Amos                                                                   | 9 août 2012     | Jeux olympiques                  | Londres           | [ 4 ]  |
| 1 000 m              | 2 min 19 s 19                                                                                             | Mbigyani Thee                                                                | 20 janvier 1990 |                                  | Auckland          |        |
| 1 500 m              | 3 min 39 s 60                                                                                             | Glody Dube                                                                   | 24 mai 2001     |                                  | Nimègue           |        |
| 3 000 m              | 7 min 51 s 8                                                                                              | Matthews Motshwarateu                                                        | 15 février 1979 |                                  | Stellenbosch      |        |
| 5 000 m              | 13 min 29 s 6                                                                                             | Matthews Motshwarateu                                                        | 14 avril 1978   |                                  | Stellenbosch      |        |
| 10 000 m             | 27 min 48 s 2                                                                                             | Matthews Motshwarateu                                                        | 7 mai 1979      |                                  | Stellenbosch      |        |
| Semi-marathon        | 1 h 01 min 21 s                                                                                           | Matthews Motshwarateu                                                        | 22 juillet 1989 |                                  | Durban            |        |
| Marathon             | 2 h 14 min 57 s                                                                                           | John James                                                                   | 24 juillet 2004 |                                  | Selebi-Phikwe     |        |
| 110 m haies          | 13 s 92 (+0,5 m/s)                                                                                        | Kemorena Tisang                                                              | 6 juillet 2019  | Championnat CAA de la Région Sud | Réduit            | [ 5 ]  |
| 110 m haies          | 13 s 92 (-0,9 m/s)                                                                                        | Kemorena Tisang                                                              | 14 mars 2020    | Meeting UBAC                     | Gaborone          | [ 6 ]  |
| 400 m haies          | 49 s 14                                                                                                   | Victor Ntweng                                                                | 17 février 2024 |                                  | Gaborone          | [ 7 ]  |
| 3 000 m steeple      | 8 min 44 s 1                                                                                              | Reuben Rathedi                                                               | 29 mai 1981     |                                  | Wichita           |        |
| Saut en hauteur      | 2,34 m | Kabelo Kgosiemang                                                            | 4 mai 2008      | Championnats d'Afrique           | Addis-Abeba       |        |
| Saut à la perche     | 3,93 m | Calvin Dikomane                                                              | 2 juillet 2014  |                                  | Salon-de-Provence |        |
| Saut en longueur     | 8,27 m (+0,9 m/s)                                                                                         | Gable Garenamotse                                                            | 20 août 2006    |                                  | Rhede             |        |
| Triple saut          | 16,77 m (+1,9 m/s)                                                                                        | Thalosang Tshireletso                                                        | 15 mai 2022     | Championnats du Botswana         | Francistown       | [ 8 ]  |
| Lancer du poids      | 13,75 m                                                                                                   | Omphile Phokoje                                                              | 31 mai 2015     |                                  | Gaborone          |        |
| Lancer du disque     | 46,50 m                                                                                                   | Tonic Taukobong                                                              | 12 juin 2010    |                                  | Molepolole        |        |
| Lancer du marteau    | 24,94 m                                                                                                   | Jeffrey Dambe                                                                | 25 juillet 1987 |                                  | Gaborone          |        |
| Lancer du javelot    | 80,49 m                                                                                                   | Adriaan Beukes                                                               | 31 mai 2015     |                                  | Gaborone          |        |
| Décathlon            | pts |                                                                              |                 |                                  | Pays inconnu      |        |
| Décathlon            | (100 m), (longueur), (poids),(hauteur), (400 m) / (110 m haies), (disque), (perche), (javelot), (1 500 m) |                                                                              |                 |                                  |                   |        |
| 20 km marche (route) | |                                                                              |                 |                                  |                   |        |
| 50 km marche (route) | |                                                                              |                 |                                  |                   |        |
| 4 × 100 m            | 39 s 01                                                                                                   | Équipe nationale Keene Motukisi Baboloki Thebe Karabo Mothibi Xholani Talane | 30 mars 2019    |                                  | Gaborone          | [ 9 ]  |
| 4 × 400 m            | 2 min 57 s 27 (AR)                                                                                        | Équipe nationale Isaac Makwala Baboloki Thebe Zibane Ngozi Bayapo Ndori      | 7 août 2021     | Jeux olympiques                  | Tokyo             | [ 10 ] |

### Femmes
| Épreuve              | Record | Athlète                                                                                | Date             | Compétition                                   | Lieu           | Réf.   |
| -------------------- | --- | -------------------------------------------------------------------------------------- | ---------------- | --------------------------------------------- | -------------- | ------ |
| 100 m                | 11 s 24 A | Loungo Matlhaku                                                                        | 20 février 2021  |                                               | Gaborone       | [ 11 ] |
| 200 m                | 22 s 89 (0,0 m/s) | Amantle Montsho                                                                        | 3 mai 2012       | Shizuoka International Meet                   | Fukuroi        | [ 12 ] |
| 400 m                | 49 s 33 | Amantle Montsho                                                                        | 19 juillet 2013  | Herculis                                      | Monaco         | [ 13 ] |
| 800 m                | 1 min 59 s 69 | Oratile Nowe                                                                           | 29 avril 2024    | Cape Milers                                   | Le Cap         | [ 14 ] |
| 1 500 m              | 4 min 22 s 08 | Onneile Dintwe                                                                         | 20 février 2009  |                                               | Port Elizabeth |        |
| 3 000 m              | 9 min 45 s 58 | Idah Simon                                                                             | 30 mai 2010      | Southern Africa Region Junior Championships   | Maputo         | [ 15 ] |
| 5 000 m              | 16 min 24 s 10 | Onneile Dintwe                                                                         | 6 février 2009   |                                               | Durban         |        |
| 10 000 m             | 39 min 41 s 52 | Onkemetse Solotate                                                                     | 6 septembre 2003 |                                               | Windhoek       |        |
| Marathon             | 2 h 51 min 32 s | Onkemetse Solotate                                                                     | 10 février 2008  |                                               | Durban         |        |
| 100 m haies          | 13 s 66 (+0,6 m/s) | Oarabile Babolayi                                                                      | 16 mai 2015      | Championnats de la Missouri Valley Conference | Normal         | [ 16 ] |
| 400 m haies          | 57 s 96 | Oarabile Babolayi                                                                      | 30 août 2019     | Jeux africains                                | Rabat          |        |
| 3 000 m steeple      | 10 min 32 s 15 | Onneille Dintwe                                                                        | 9 avril 2011     | Yellow Pages Championships                    | Durban         | [ 17 ] |
| Saut en hauteur      | 1,71 m | Titose Chilume                                                                         | 13 décembre 2012 |                                               | Lusaka         |        |
| Saut à la perche     | |                                                                                        |                  |                                               |                |        |
| Saut en longueur     | 6,36 m | Tsoseletso Nkala                                                                       | 18 juillet 1998  |                                               | Harare         |        |
| Triple saut          | 12,78 m A (+1,8 m/s) | Titose Chilume                                                                         | 29 avril 2018    |                                               | Gaborone       |        |
| Lancer du poids      | 12,26 m | Tumelo Ratlhogo                                                                        | 2 mai 2023       | Championnats d'Afrique juniors                | Ndola          |        |
| Lancer du disque     | 37,35 m | Tumelo Ratlhogo                                                                        | 1er mai 2023     | Championnats d'Afrique juniors                | Ndola          |        |
| Lancer du marteau    | 25,94 m | Andina Tapaphiwa                                                                       | 14 mai 2011      | Championnats d'Afrique juniors                | Gaborone       | [ 18 ] |
| Lancer du javelot    | 44,61 m | Kenaope Lefitile                                                                       | 2 juin 2013      |                                               | Gaborone       |        |
| Heptathlon           | 4 568 pts | Bonolo Maretele                                                                        | 16–17 avril 2011 | Championnats d'Afrique des épreuves combinées | Réduit         | [ 19 ] |
| Heptathlon           | 14 s 88 (+1,8 m/s) (100 m haies), 1,61 m (hauteur), 9,10 m (poids), 25 s 73 (+4,2 m/s) (200 m) / 5,01 m (-0,8 m/s) (longueur), 28,39 m (javelot), 2 min 32 s 43 (800 m) |                                                                                        |                  |                                               |                |        |
| 20 km marche (route) | |                                                                                        |                  |                                               |                |        |
| 4 × 100 m            | 44 s 69 | Équipe nationale Loungo Matlhaku Tsaone Sebele Refilwe Murangi Oarabile Tshosa         | 27 avril 2019    |                                               | Gaborone       | [ 20 ] |
| 4 × 400 m            | 3 min 26 s 86 | Équipe nationale Galefele Moroko Christine Botlogetswe Loungo Matlhaku Amantle Montsho | 14 avril 2018    | Jeux du Commonwealth                          | Gold Coast     | [ 21 ] |